# 黃炎生

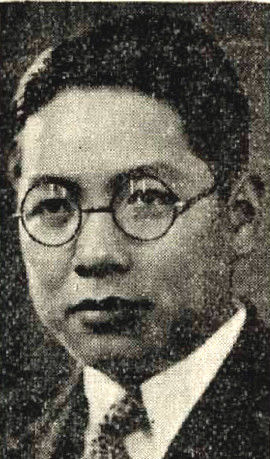
黃炎生

黃炎生（白話字：N̂g Iām-seng；1903年11月16日—1974年10月13日）是台灣首位任職法官的人物，台北州淡水郡淡水街（現新北市淡水區）出身，日治時代在日本內地和台灣擔任法官，從六位。

## 略歷
淡水公學校（現淡水國小）、東京府立第四中學校（現東京都立戶山高等學校）、第一高等學校畢業。1926年，入京都帝國大學法學部，在學中通過文官高等試驗司法科合格。1929年，京都帝國大學法學部畢業，同年5月任東京地方裁判所司法官試補，翌年12月任判事（法官）。1931年2月，轉任台灣總督府法院判官（台北地方法院合議部兼單獨部）。1932年12月，任台中地方法院判官。1935年3月，復歸台北地方法院，5月退職，轉任辯護士（律師）。1936年11月，當選台北州會議員。1940年11月，獲任命為官選台北州會議員。戰後，1945年，任台灣省行政長官公署法制委員。1950年，襄助台北市長吳三連擔任台北市政府參事、台北煤氣公司總經理。